# Calondas
Calondas is een geslacht van wantsen uit de familie van de Miridae (Blindwantsen). Het geslacht werd voor het eerst wetenschappelijk beschreven door William Lucas Distant in 1884.

## Soorten
Het genus bevat de volgende soorten:

- Calondas fasciatus Distant, 1884
- Calondas superbus Distant, 1884
- Calondas testaceus Distant, 1884